# Câu lạc bộ bóng đá Cà Mau
Câu lạc bộ bóng đá Cà Mau là một câu lạc bộ bóng đá trước đây tại Việt Nam có trụ sở ở thành phố Cà Mau, tỉnh Cà Mau. Được thành lập vào năm 2006, đội bóng này đã từng thi đấu ở Hạng ba và Hạng nhì, trước khi được lên Hạng nhất vào mùa giải 2016, nhưng sau đó bị rớt hạng ở cuối mùa giải.

## Giải thể
Vào năm 2018, đội chính thức bị giải thể ngay sau khi bỏ giải vì đã không đủ kinh phí. Phía CLB Sanatech Khánh Hòa thì sau khi rớt hạng đã mua lại đội và giành suất tham dự Hạng nhì 2018, với tên gọi mới là Fishan Khánh Hòa.

## Đội hình hiện tại
Tính đến đầu mùa giải Hạng nhất 2016.
Ghi chú: Quốc kỳ chỉ đội tuyển quốc gia được xác định rõ trong điều lệ tư cách FIFA. Các cầu thủ có thể giữ hơn một quốc tịch ngoài FIFA.
| Số | VT | Quốc gia | Cầu thủ               |
| -- | -- | -------- | --------------------- |
| 1  | TM | Việt Nam | Trần Chí Tâm          |
| 2  | HV | Việt Nam | Lê Minh Cảnh          |
| 3  | HV | Việt Nam | Lý Hoàng Duy          |
| 4  | HV | Việt Nam | Trương Minh Chí       |
| 5  | HV | Việt Nam | Trần Văn Vinh         |
| 6  | TV | Việt Nam | Huỳnh Văn Cường       |
| 7  | HV | Việt Nam | Nguyễn Trung Hiếu     |
| 8  | HV | Việt Nam | Dương Ngọc Tiền       |
| 9  | TĐ | Việt Nam | Võ Trí Thiện          |
| 10 | TĐ | Việt Nam | Lê Ngọc Thiên Ân      |
| 11 | HV | Việt Nam | Huỳnh Tấn Kiệt        |
| 12 | HV | Việt Nam | Lê Nguyễn Thành Trung |
| 13 | TV | Việt Nam | Phan Kim Long         |
| 14 | TV | Việt Nam | Vũ Hữu Có             |
| 15 | HV | Việt Nam | Nguyễn Ngô Như Ngà    |
| 16 | TĐ | Việt Nam | Bùi Ngọc Thịnh        |
| 17 | TĐ | Việt Nam | Nguyễn Đình Quý       |

| Số | VT | Quốc gia | Cầu thủ            |
| -- | -- | -------- | ------------------ |
| 18 | TV | Việt Nam | Trần Tuấn Vũ       |
| 19 | TV | Việt Nam | Nguyễn Thanh Lợi   |
| 20 | TV | Việt Nam | Lâm Minh Nghiệm    |
| 21 | TV | Việt Nam | Nguyễn Hoàng Khang |
| 22 | TĐ | Việt Nam | Nguyễn Đăng Phương |
| 23 | TĐ | Việt Nam | Nguyễn Phước Hiếu  |
| 24 | TV | Việt Nam | Lê Tấn Phi         |
| 25 | TV | Việt Nam | Trần Phi Hà        |
| 26 | TM | Việt Nam | Phan Trường Chinh  |
| 27 | TM | Việt Nam | Nguyễn Văn Khoa    |
| 28 | TĐ | Việt Nam | Trần Công Bình     |
| 31 | TM | Việt Nam | Lê Văn Tưởng       |
| 32 | TM | Việt Nam | Nguyễn Sơn Hảo     |
| 33 | TĐ | Việt Nam | Nguyễn Ngọc Điểu   |
| 34 | TV | Việt Nam | Bùi Văn Sang       |
| 35 | HV | Việt Nam | Phan Thanh Giang   |
| 37 | TM | Việt Nam | Bùi Phương Duy     |

## Nhà tài trợ
- 2007-2008: Khatoco

## Thành tích cúp truyền hình Tiền Giang
- 2012: Vòng bảng với 0 thắng, 2 thua, hiệu số 1-7.
- 2013: Á quân với 1 thắng, 2 hòa, 2 thua, hiệu số 4-5.

## Thành tích ở các mùa giải
- Hạng nhì 2017 Thứ 7 bảng B với 2 thắng,4 hoà, 8 thua, hiệu số 15-27
- Hạng nhất 2016 Thứ 10 (xuống hạng) với 1 thắng, 5 hoà, 12 thua, hiệu số 13-47.
- Hạng nhì 2015 Thứ 2 (lên hạng) bảng B với 6 thắng, 3 hoà, 3 thua, hiệu số 18-15.
- Hạng nhì 2014 Thứ 3 bảng D với 3 thắng, 0 hoà, 3 thua, hiệu số 9-10.
- Hạng nhì 2013 Thứ 3 bảng C với 3 thắng, 4 hoà, 3 thua, hiệu số 10-9.
- Hạng nhì 2012 Thứ 2 bảng C với 4 thắng, 5 hòa, 1 thua, hiệu số 14-8.
- Hạng nhì 2011 Thứ 3 bảng C với 3 thắng,4 hòa, 3 thua, hiệu số 14-18.
- Hạng nhì 2010 Thứ 3 bảng C với 3 thắng, 3 hòa, 4 thua, hiệu số 9-17.
- Hạng nhì 2009 Thứ 4 bảng C với 4 thắng, 0 hòa, 6 thua, hiệu số 7-12.
- Hạng nhì 2008 Thứ 2 bảng C với 4 thắng, 6 hòa, 0 thua, hiệu số 23-9.
- Hạng nhì 2007 Thứ 2 bảng C với 4 thắng, 2 hòa, 2 thua, hiệu số 12-7.
- Hạng nhì 2006 Thứ 2 bảng C với 6 thắng, 2 hòa, 2 thua, hiệu số 13-8.

## Huấn luyện viên
- Dương Hữu Cường ?-2015
- Trần Công Minh 10/12/2015-